# Sint-Dominicus Saviokerk
De Sint-Dominicus Saviokerk is een parochiekerk in de tot de Vlaams-Brabantse gemeente Dilbeek behorende plaats Groot-Bijgaarden, gelegen aan de Robert Dansaertlaan/Stationsstraat.

## Geschiedenis
In 1959 werd in de wijk Savio een parochie gesticht. Men kerkte aanvankelijk in de Don Boscokapel in de Hendrik Placestraat. Door de toegenomen bevolking ontstond de behoefte aan een grotere kerk. Deze werd in 1980 ingewijd. Het is een moderne kerk onder zadeldak met een naastgebouwde klokkentoren. Behalve een kerkzaal zijn er ook gemeenschapsruimten.